# 미래민주당
미래민주당(未來民主黨)은 2020년에 있었던 대한민국의 정당이다.
대한민국 제21대 국회의원 선거 비례대표 선거에 출마하였으나 득표율 미달로 인해 낙선하였다. 총선이 끝난 후에 해산을 선언하였다.

## 주요 선거 기록

### 국회의원 선거
|  | 0% |

|  | 0.25% |

|  | 0% |

## 같이 보기
- 대한민국의 정치